# 大分県災害拠点病院
大分県災害拠点病院（おおいたけんさいがいきょてんびょういん）は、大分県にある災害時の救急医療の拠点となる災害拠点病院である。

## 概要
大分県では、合計13の病院が災害拠点病院として指定されている。このうち、大分県立病院は基幹災害医療センターとして大分県における災害医療の中心的な役割を果たし、他の12の病院は各二次医療圏に少なくとも1以上が配置され、地域災害医療センターとして各医療圏における中心的な役割を担っている。
大分県の拠点病院は一つの二次医療圏に複数の病院が指定されていることがあるが、これは、それまでの大分県地域保健医療計画に代わり、2008年に大分県医療計画が策定されたことで下記の通り10圏域の二次医療圏が6圏域に再編されたこととも関係する。
- 東国東（国東市・姫島村） + 別杵速見（別府市・杵築市〔旧大田村を除く〕・日出町）+ 宇佐高田の旧大田村 → 東部
- 大分（大分市・由布市） + 臼津（臼杵市〔旧野津町を除く〕・津久見市）+ 大野の旧野津町 → 中部
- 佐伯（佐伯市） → 南部
- 大野（豊後大野市・旧野津町） + 竹田直入（竹田市） から旧野津町を除いた地域 → 豊肥
- 日田玖珠（日田市・九重町・玖珠町） → 西部
- 中津下毛（中津市） + 宇佐高田（豊後高田市・宇佐市・旧大田村）から旧大田村を除いた地域 → 北部

## 拠点病院の条件
- 建物が耐震耐火構造であること。
- 資器材等の備蓄があること。
- 応急収容するために転用できる場所があること。
- 応急用資器材、自家発電機、応急テント等により自己完結できること。（外部からの補給が滞っても簡単には病院機能を喪失しないこと）
- 近接地にヘリポートが確保できること。

## 災害拠点病院の一覧
「救命」欄の○は救命救急センター設置病院（第3次救急指定病院）であり、そのうち◎は高度救命救急センター、●は地域救命救急センター、DHはドクターヘリ基地病院を表す。

### 東部二次医療圏
構成市町村：別府市、杵築市、国東市、姫島村、日出町
| 病院         | 場所                 | DMAT | 救命 | 備考 |
| ------------ | -------------------- | ---- | ---- | ---- |
| 新別府病院   | 別府市大字鶴見3898   | ○    | ○    |      |
| 国東市民病院 | 国東市安岐町下原1456 | ○    |      |      |

### 中部二次医療圏
構成市町村：大分市、臼杵市、津久見市、由布市
| 病院                         | 場所                       | DMAT | 救命 | 備考                 |
| ---------------------------- | -------------------------- | ---- | ---- | -------------------- |
| 大分県立病院                 | 大分市大字豊饒476          | ○    | ○    | 基幹災害医療センター |
| 大分大学医学部附属病院       | 由布市挾間町医大ヶ丘1-1    | ○    | ◎/DH | 基幹災害医療センター |
| 大分市医師会立アルメイダ病院 | 大分市大字宮崎1509-2       | ○    | ○    |                      |
| 大分赤十字病院               | 大分市千代町3-2-37         | ○    | -    |                      |
| 臼杵市医師会立コスモス病院   | 臼杵市大字戸室字長谷1131-1 | ○    | -    |                      |

### 南部二次医療圏
構成市町村：佐伯市
| 病院                                 | 場所                | DMAT | 救命 | 備考 |
| ------------------------------------ | ------------------- | ---- | ---- | ---- |
| 地域医療機能推進機構南海医療センター | 佐伯市常盤西町11-20 | ○    | -    |      |

### 豊肥二次医療圏
構成市町村：竹田市、豊後大野市
| 病院                         | 場所                       | DMAT | 救命 | 備考 |
| ---------------------------- | -------------------------- | ---- | ---- | ---- |
| 竹田医師会病院               | 竹田市大字拝田原448        | ○    | -    |      |
| 大久保病院                   | 竹田市久住町大字栢木6026-2 | ○    | -    |      |
| 豊後大野市立豊後大野市民病院 | 豊後大野市緒方町馬場276    | ○    | -    |      |

### 西部二次医療圏
構成市町村：日田市、九重町、玖珠町
| 病院                 | 場所                | DMAT | 救命 | 備考 |
| -------------------- | ------------------- | ---- | ---- | ---- |
| 大分県済生会日田病院 | 日田市大字三和643-7 | ○    | -    |      |

### 北部二次医療圏
構成市町村：中津市、豊後高田市、宇佐市
| 病院                 | 場所                | DMAT | 救命 | 備考 |
| -------------------- | ------------------- | ---- | ---- | ---- |
| 中津市立中津市民病院 | 中津市大字下池永173 | ○    | ●    |      |
| 宇佐高田医師会病院   | 宇佐市大字南宇佐635 | ○    | -    |      |